# Pergalumna akitaensis
Pergalumna akitaensis är en kvalsterart som beskrevs av Aoki 1961. Pergalumna akitaensis ingår i släktet Pergalumna och familjen Galumnidae. Inga underarter finns listade i Catalogue of Life.